# شش‌ماهی آمریکای جنوبی
شش‌ماهی آمریکای جنوبی (نام علمی: Lepidosiren paradoxa) نام یک گونه از شاخه طنابداران است.